# توم أنتوني
توم أنتوني (بالإنجليزية: Tom Anthony)‏ (16 أغسطس 1943 في المملكة المتحدة - ) هو لاعب كرة قدم بريطاني في مركز الظهير. لعب مع نادي برينتفورد ونادي غيلفورد سيتي.